# Nabe Eltib
Nabe Eltib (tiếng Ả Rập: نبع الطيب) là một ngôi làng Syria nằm ở Al-Suqaylabiyah Nahiyah ở huyện Al-Suqaylabiyah, Hama. Theo Cục Thống kê Trung ương Syria (CBS), Nabe Eltib có dân số 1521 trong cuộc điều tra dân số năm 2004.